# آلیس (خواننده)
آلیس (به ایتالیایی: Alice) با نام اصلی آلیچه ویسکونتی (به ایتالیایی: Alice Visconti) (زاده ۲۶ سپتامبر ۱۹۵۴) خواننده، ترانه‌سرا ایتالیایی است.
او نماینده ایتالیا در مسابقه آواز یوروویژن ۱۹۸۴ بود .